# Jeux de nuit
Pour plus de détails, voir Fiche technique et Distribution.
Jeux de nuit (titre original : Nattlek) est un film suédois réalisé par Mai Zetterling et sorti en 1966. 

## Synopsis
Jan a grandi dans une demeure imposante à peine élevé par des parents hédonistes et négligents et sous le regard attentif d'une grand-tante un peu bizarre. A présent fiancé, il vient passer quelques jours dans sa maison d'enfance. Les souvenirs affluent, perturbants, qui vont bientôt affecter sa relation avec sa compagne.

## Fiche technique
- Titre du film : Jeux de nuit
- Titre original : Nattlek
- Réalisation : Mai Zetterling
- Assistant réalisateur : Peter Hald
- Scénario : Mai Zetterling et David Hughes
- Photographie : Rune Ericson - Noir et blanc
- Musique : Jan Johansson et Georg Riedel
- Montage : Paul Davies
- Décors : Jan Boleslaw
- Costumes : Birgitta Hahn
- Ingénieur du son : P.O. Patterson
- Format : 1,66 : 1
- Producteur :  Göran Lindgren
- Société de production et de distribution : Sandrews
- Société de distribution en France : Rank
- Durée : 105 minutes (1 h 45)
- Pays de production :  Suède
- Dates de sortie : 
  - Suède : 12 septembre 1966
  - France : 14 septembre 1966

## Distribution
- Ingrid Thulin : Irene
- Keve Hjelm : Jan adulte
- Jörgen Lindström : Jan à 12 ans
- Lena Brundin : Mariana
- Naïma Wifstrand : la grand-tante Astrid
- Monica Zetterlund : Lotten
- Lauritz Falk : Bruno
- Rune Lindström : Albin
- Lissi Alandh : Melissa